# Światło widzialne
Światło widzialne – część promieniowania elektromagnetycznego, na którą reaguje siatkówka oka w procesie widzenia. Dla człowieka promieniowanie to zawiera się w przybliżeniu w zakresie długości fal 380–780 nanometrów, dla zwierząt zakres ten bywa nieco odmienny (lecz o zbliżonych wartościach).
Potocznie światłem nazywa się widzialną część promieniowania elektromagnetycznego (czyli światło widzialne). W fizyce pojęcie światło ma ogólniejsze znaczenie. 

## Energia promieniowania słonecznego
Energia promieniowania słonecznego (irradiancja) docierającego do powierzchni Ziemi zawiera się w większości między falami o długości 280–4000 nm i odpowiada dość dokładnie promieniowaniu ciała doskonale czarnego w temperaturze około 6000 K. W tabeli podany jest podział promieniowania słonecznego w różnych pasmach. Około połowy jego całkowitej energii znajduje się w świetle widzialnym i ultrafiolecie, a druga połowa znajduje się w bliskiej i średniej podczerwieni (700–4000 nm).
| Pasmo              | Długość [nm] | Irradiancja [W/m2] | [%]   |
| ------------------ | ------------ | ------------------ | ----- |
| ultrafiolet        | poniżej 350  | 62                 | 4,5   |
| bliski ultrafiolet | 350–400      | 57                 | 4,2   |
| widzialne          | 400–700      | 522                | 38,2  |
| bliska podczerwień | 700–1000     | 309                | 22,6  |
| podczerwień        | powyżej 1000 | 417                | 30,5  |
| stała słoneczna    |              | 1367               | 100,0 |

## Transmisja światła widzialnego w atmosferze i wodzie

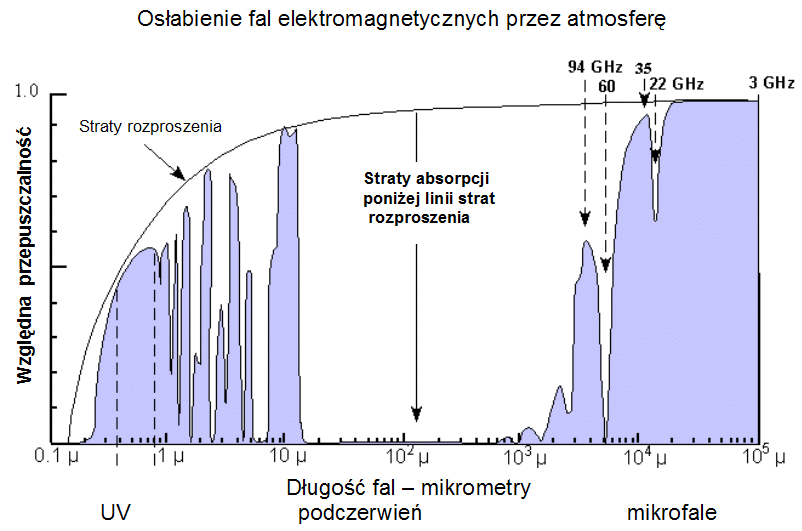
Współczynnik transmisji (w skali 0–1) atmosfery ziemskiej

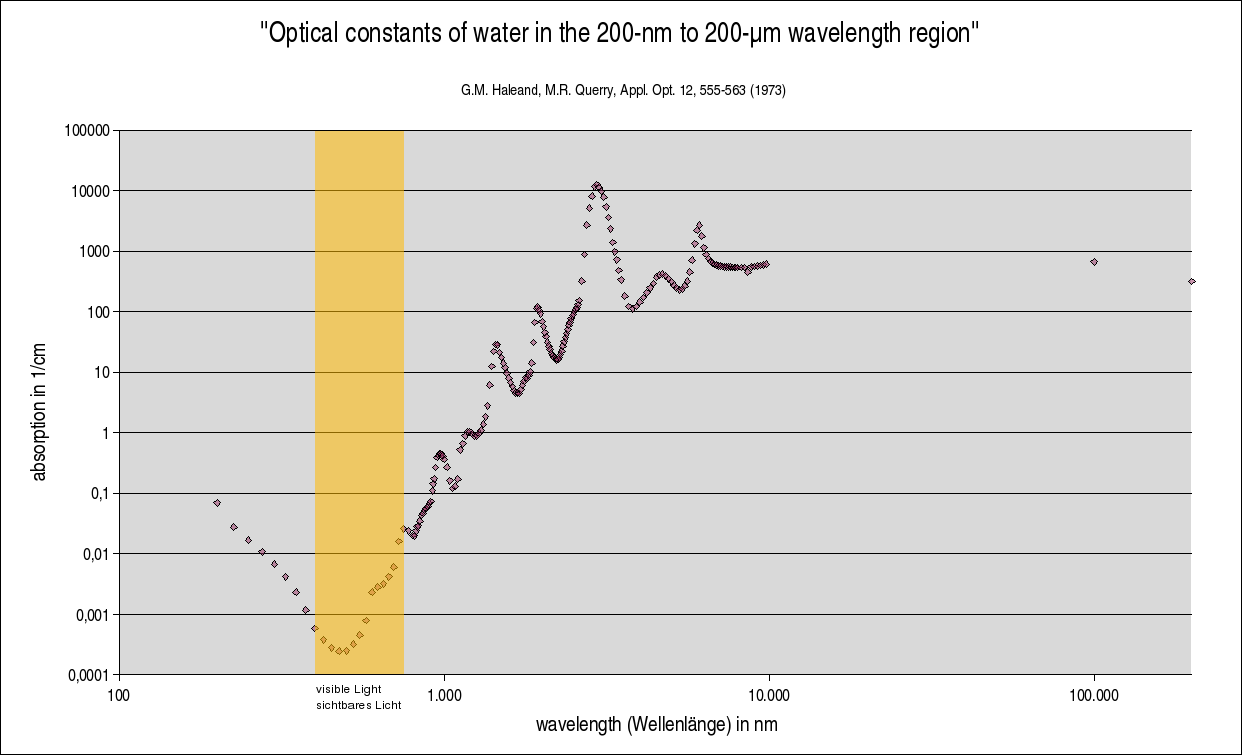
Współczynnik absorpcji promieniowania elektromagnetycznego w wodzie (skala logarytmiczna)

Światło widzialne jest w małym stopniu absorbowane zarówno przez atmosferę ziemską, jak i przez wodę. 
Rysunek stałych optycznych wody (od 200 nm do 200 μm) przedstawia absorpcję w dużym zakresie długości fal. Na wykresie widać, że zakres światła widzialnego jest wyjątkowy. Współczynnik absorpcji jest kilka rzędów wielkości mniejszy w świetle widzialnym niż w paśmie ultrafioletu lub podczerwieni. Tylko w tym zakresie światło może przenikać w głąb oceanu (do około 100 m), tworząc tak zwaną strefę eufotyczną i dostarczając niezbędnej energii do produkcji fitoplanktonu. Jak wyjątkowy jest zakres 400–700 nm, można ocenić przez kontrast z promieniowaniem w bliskiej podczerwieni, które jest absorbowane przez warstwę około jednego milimetra na powierzchni oceanu (innymi słowy powierzchnia oceanu jest czarna w tym zakresie widmowym). Zakres 380–710 nm to równocześnie zakres promieniowania czynnego fotosyntetycznie.
Podobnie jest w atmosferze ziemskiej – w świetle widzialnym absorpcja przez gazy i chmury jest stosunkowo mała (porównaj rysunek), co umożliwia dotarcie promieniowania widzialnego do powierzchni Ziemi i oceanu. Obszary (długości fali) dużej transmisji nazywamy oknami atmosferycznymi. W świetle widzialnym (VIS) promieniowanie słoneczne jest stosunkowo mało absorbowane (okno optyczne). W bliskiej podczerwieni (NIR) widać szereg pasm absorpcyjnych pary wodnej.
Znaczna część promieniowania słonecznego jest pochłaniana lub odbijana przez ziemską atmosferę. Ultrafiolet pochłaniany jest w dużej mierze przez tlen, zwłaszcza w postaci ozonu (ozonosfera), podczerwień – przez gazy cieplarniane (metan, podtlenek azotu, dwutlenek węgla, para wodna). W związku z tym atmosfera ziemska jest przezroczysta głównie dla światła widzialnego.
Wobec tego, fizjologia oka (dobra zdolność widzenia w paśmie 400–700 nm) może być związana z faktem, że woda morska transmituje światło widzialne. Można również doszukiwać się powiązań ewolucyjnych między wykorzystywaniem światła przez barwniki fotosyntetyczne, fitochromy i fotoreceptory. 